# William Kirby
William Kirby (Witnesham, 19 settembre 1759 – Barham, 4 luglio 1850) è stato un entomologo inglese.
considerato il padre dell'entomologia moderna

## Alcune opere
- Kirby, W. & Spence, W., Introduction to Entomology, 4 vols (1815-1826).
- Kirby, W., Monographia Apum Angliae; 2 vols., 8vo (1802).
- Kirby, W., On the Power Wisdom and Goodness of God. As Manifested in the Creation of Animals and in Their History, Habits and Instincts; Bridgewater Treatises, W. Pickering, 1835 (reissued by Cambridge University Press, 2009; ISBN 978-1-108-00073-4)
- 'A Century of Insects. Including Several New Genera Described from His Cabinet'; Transactions Linnean Society London, 12:375-453 (1818).
- 'A Description of Several New Species of Insects Collected in New Holland by Robert Brown, Esq.'; Transactions Linnean Society London, 12:454-482 (1818).
- 'A description of some coleopterous insects in the collection of the Rev. F.W. Hope, F.L.S.', Zoological Journal, 3:520-525 (1828).
- 'The Insects' in J. Richardson, Fauna Boreali-Americana; or the Zoology of the Northern Parts of British America: Containing Descriptions of the Objects of Natural History Collected on the Late NorthernLand Expeditions, under Command of Captain Sir John Franklin, R.N; Josiah Fletcher, Norwich, Vol. 4, 377 pp. (Norwich, Josiah Fletcher, 1837).